# Eutimio III de Chios
El Patriarca Meletios Euthymius III de Quíos (muerto el 11 de octubre de 1647), a veces conocido también como Euthymius IV, fue el Patriarca griego melquita de Antioquía de 1635 a 1647.

## Vida
Meletios nació de una familia originaria de Quíos y entró en el monasterio de Mar Saba del que se convirtió en jerarca. Era conocido como pintor de iconos y así fue llamado a Damasco para pintar la catedral melquita. Su nombre como Patriarca fue sugerido por el moribundo Patriarca Euthymius II Karmah, y poco después de la muerte de Karmah (1 de enero de 1635) Meletios fue elegido en consecuencia. Su consagración episcopal y patriarcal fue realizada por Filótefo de Homs, Simeón de Sednaya y Joaquín de Zabadani y tomó el nombre de Eutimio III.
Se le recuerda como el Patriarca "tímido", y no tuvo el coraje de su predecesor. Su relación con los misioneros latinos en Siria eran muy buenas, aunque nunca escribió directamente al Papa. Murió de enfermedad en Damasco el 11 de octubre de 1647.